# Kildalkey
Kildalkey (iriska: Cill Dealga) är en ort i republiken Irland.   Den ligger i grevskapet An Mhí och provinsen Leinster, i den nordöstra delen av landet, 50 km nordväst om huvudstaden Dublin. Kildalkey ligger 78 meter över havet och antalet invånare är 663.
Terrängen runt Kildalkey är mycket platt.Runt Kildalkey är det ganska tätbefolkat, med 111 invånare per kvadratkilometer. Närmaste större samhälle är Navan, 17,3 km nordost om Kildalkey. Trakten runt Kildalkey består i huvudsak av gräsmarker.